# Japão nos Jogos Olímpicos de Inverno de 2002
O Japão participou dos Jogos Olímpicos de Inverno de 2002 em Salt Lake City, nos Estados Unidos. O país estreou nos Jogos em 1928 e em Salt Lake City fez sua 17ª apresentação.

## Medalhas
| Atleta           | Esporte                 | Evento          | Medalha |
| ---------------- | ----------------------- | --------------- | ------- |
| Hiroyasu Shimizu | Patinação de velocidade | 500m feminino   | Prata   |
| Tae Satoya       | Esqui estilo livre      | Moguls feminino | Bronze  |